# (914) Palisana
(914) Palisana és un asteroide que s'hi troba al cinturó d'asteroides descobert el 4 de juliol de 1919 per Maximilian Franz Wolf des de l'observatori de Heidelberg-Königstuhl, a Alemanya.
El van anomenar Palisana, en honor de l'astrònom austríac Johann Palisa (1848-1925).